# Sleepy Hollow (Nueva York)
Sleepy Hollow es una villa en el pequeño pueblo de Mount Pleasant, Condado de Westchester, Nueva York, Estados Unidos. Está situada al este del río Hudson, a unos 50 km al norte del centro de Manhattan. Dispone de una parada de tren, Philipse Manor, de la línea Hudson.
En el pueblo se encuentra la vieja iglesia neerlandesa de Sleepy Hollow, que se hizo famosa por el relato de Washington Irving, La leyenda de Sleepy Hollow, y las obras de ella derivadas, entre las cuales está la película dirigida por Tim Burton (Sleepy Hollow). Junto a la iglesia, se encuentra el cementerio de Sleepy Hollow, donde precisamente se encuentra enterrado Washington Irving.

## Historia

Philipsburg Manor House en Upper Mills

Las dos millas cuadradas de tierra que se convertirían en Sleepy Hollow estaban originalmente ocupadas por los indios Weckquaesgeck (una tribu de Delaware o tribu mohicana). En 1609, Henry Hudson reclamó el valle del Hudson (conocido entonces como el Tappan Zee) para Holanda. Hubo relativa paz entre los Indígenas americanos y los holandeses hasta mediados del siglo XVII. La tierra fue entonces comprada a Adriaen van der Donck, un patrón de Nuevos Países Bajos antes de la toma de posesión inglesa en 1664. A partir de 1672, Frederick Philipse comenzó a adquirir grandes parcelas de tierra, principalmente en el sur del actual condado de Westchester. Con una superficie de aproximadamente 52 000 acres (12000 km²), limitaba con el arroyo Spuyten Duyvil, el río Croton, el río Hudson y el río Bronx. Philipse recibió una carta real en 1693, creando la Mansión de Philipsburg y estableciéndose como primer señor.

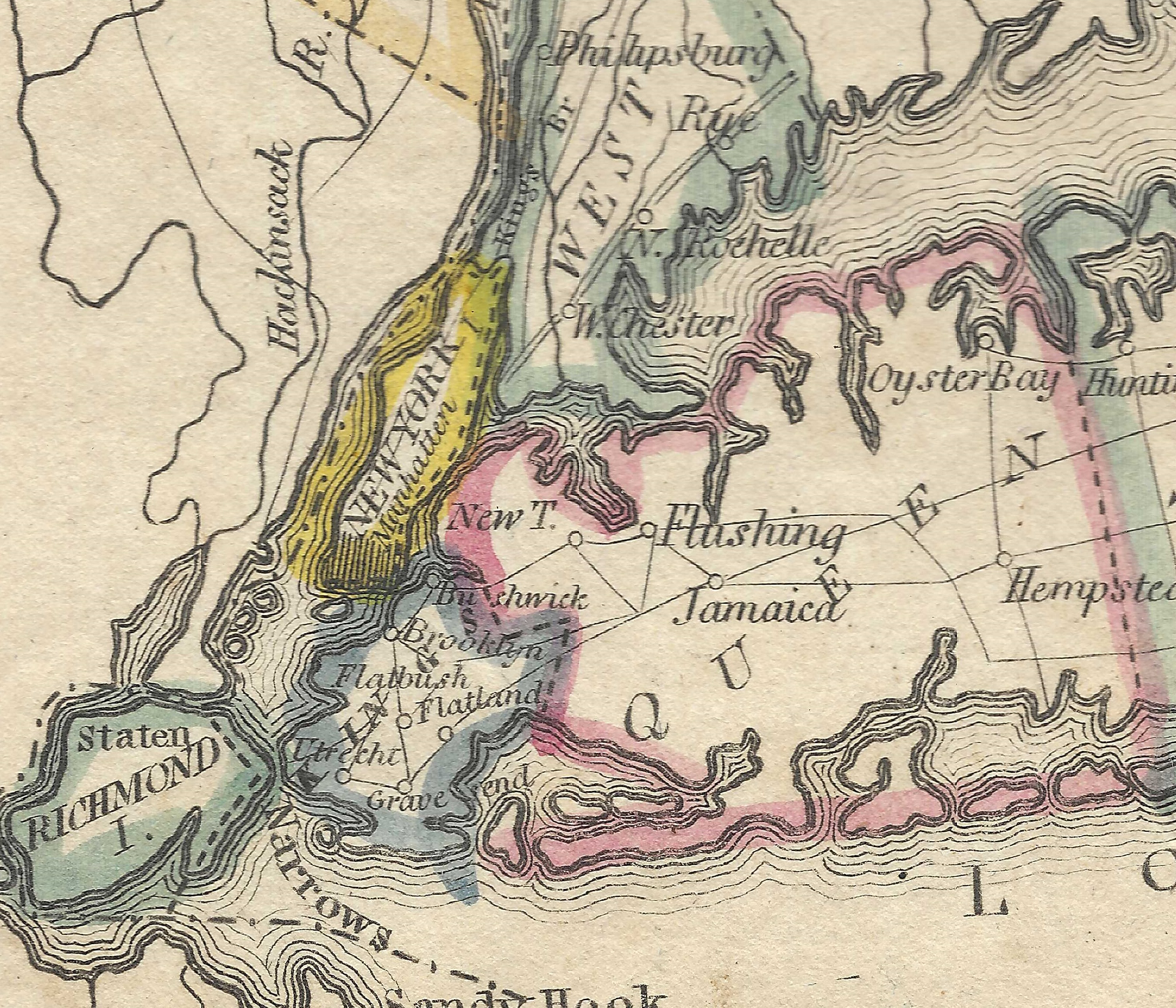
Sleepy Hollow aparece en este mapa de 1814 como Philipsburg.

En la actual Sleepy Hollow, estableció un molino superior y un depósito de carga, que hoy forman parte del sitio histórico de la Mansión Philipsburg. Hombre piadoso, fue arquitecto y financista de la antigua iglesia holandesa de Sleepy Hollow, y se dice que construyó el púlpito con sus propias manos.
Cuando Philipse falleció en 1702, la mansión se dividió entre su hijo, Adolphus Philipse, y su nieto, Frederick Philipse II. Adolph recibió la propiedad de Upper Mills, que se extendía desde Dobbs Ferry hasta el río Croton. Federico II recibió Lower Mills, en la confluencia de los ríos Saw Mill y Hudson; las dos parcelas se unificaron tras la muerte de su tío. Su hijo, Federico Felipe III se convirtió en el tercer señor del feudo en 1751.
En 1779, Federico III, lealista (Revolución Americana), fue condenado por traición. El feudo fue confiscado y vendido en subasta pública, entre 287 compradores. La extensión de tierra más grande (aproximadamente 750 acres (303,5 ha)) estaba en Upper Mills; pasó a numerosos propietarios hasta 1951, cuando fue adquirida por Sleepy Hollow Restorations. Gracias a la filantropía de John D. Rockefeller Jr., aproximadamente 20 acres (18 hectáreas) fueron restauradas como el sitio histórico actual.
A finales de la década de 1790, Washington Irving visitó Sleepy Hollow con su amigo James K. Paulding, un miliciano local que en 1780 había ayudado a capturar al mayor británico John André en lo que hoy se conoce como el Parque Patriota, frustrando así los planes de Benedict Arnold durante la Guerra de Independencia de los Estados Unidos. Juntos exploraron la zona, cazando, pescando y conversando con la gente local. Las visitas de Irving, así como el folclore local y los cuentos de fantasmas que escuchó durante su estancia, quedaron inmortalizados en el cuento "La leyenda de Sleepy Hollow".

## Geografía
Sleepy Hollow se encuentra ubicada en las coordenadas 41°5′31″N 73°51′52″O / 41.09194, -73.86444. Según la Oficina del Censo, la ciudad tiene un área total de 13,2 km² (5,1 mi²), de la cual 5,9 km² (2,3 mi²) es tierra y 7,3 km² (2,8 mi²) (55.58%) es agua.

## Demografía
Según el censo del año 2000, la población era de 9.212 habitantes, y se estima que en 2006 esa cifra había ascendido a 10.124. Un gran número de habitantes de Sleepy Hollow son de origen ecuatoriano, chileno o dominicano, mientras que la mayoría resto de la población tiene ascendencia europea.
Según la Oficina del Censo en 2000 los ingresos medios por hogar en la localidad eran de $54,201, y los ingresos medios por familia eran $63,889. Los hombres tenían unos ingresos medios de $39,923 frente a los $32,146 para las mujeres. La renta per cápita para la localidad era de $28,325. Alrededor del 7.4% de la población estaban por debajo del umbral de pobreza.